# Frank Lendor
Francisco "Frank" Antonio Lendor Sanabia (* 4. Oktober 1939 in Santo Domingo) ist ein dominikanischer Opernsänger (Bass).

## Leben
Lendor gehörte 1955 zu den Gründungsmitgliedern des Coro Nacional, den er später zu Gunsten einer Laufbahn als Solist verließ. Er gehörte aber bis 1978 den Cantantes Liricos an. 1972 schloss er sein Studium am Conservatorio Nacional de Música ab.
Als Opernsänger trat er in Rollen wie dem „Cesare Angelotti“ in Giacomo Puccinis Tosca, dem „Zuniga“ in Georges Bizets Carmen und dem „Grafen von Monterone“ in Giuseppe Verdis Rigoletto auf. Mehrfach arbeitete er auch als Solosänger mit dem Orquesta Sinfónica Nacional de la República Dominicana zusammen, so 1971 bei der Uraufführung von Margarita Lunas Epitafio en el Aire unter Leitung von Manuel Simó und 1991 bei der Aufführung von Beethovens Neunter Sinfonie.